# Mathieu Giroux
Mathieu Giroux (n. 3 februarie 1986, Montréal, provincia Québec, Canada) este un sportiv ce a reprezentat Canada, medaliat olimpic. A participat la 2 ediții ale Jocurilor Olimpice (2010, 2014) în care a câștigat o medalie de aur.